# Birdy (álbum)
Birdy é o primeiro álbum da cantora-compositora britânica Birdy, lançado entre novembro de 2011 a abril de 2011 pelas editoras discográficas 14th Floor Records, Atlantic Records e Warner Music. Vários produtores estavam envolvidos na produção do álbum, incluindo Jim Abbiss, Rich Costey, James Ford e Alex H. N. Gilbert. O trabalho utiliza elementos de gêneros musicais populares, incluindo alternativa, pop-rock e indie rock.
Birdy alcançou a primeira posição nas paradas de sucesso da Holanda e Bélgica e desempenhou-se nas quarenta primeiras posições incluindo países europeus, norte-americanos e asiáticos, além do posto de número 62 na Billboard 200 a principal parada musical do mundo. Foi certificado de ouro pelas associações British Phonographic Industry (BPI) e Belgian Entertainment Association (BEA), por vendas superiores a 100 e 20 mil cópias, respectivamente.

## Antecedentes
Com 12 anos de idade, a britânica Birdy enviou um vídeo de uma composição própria para sua conta no YouTube e foi vista por milhares de pessoas. Com a popularidade, Birdy ingressou na versão da competição musical Open Mic UK em 2008, sendo esta para menores de 18 anos, ao vivo e sem trasmição e contra 10 mil concorrentes. Ao final do ano foi vencedora da competição e assinou um contrato com a Good Soldier Songs Ltd, dirigido por Christian Tattersfield, presidente da Warner Bros. Records britânica e com a 14th Floor Records.
Birdy já tinha diversas composições próprias feitas ao longo de sua infância; uma delas "So Be Free", apresentada no Open Mic UK. Mas decidiu incluir no álbum apenas covers, afirmando que isso possibilitaria-lhe terminar os estudos. A interprete também comentou que o conjunto de faixas era apenas um introdução ao seu estilo e que ter apenas uma única composição sua, "Without A Word", entre o repertório foi uma boa ideia.

## Recepção crítica
O portal Metacritic, a partir de dez resenhas recolhidas, deu 61 pontos ao Birdy em uma escala que vai até cem, indicando "análises mistas ou boas". Caroline Sullivan, do The Observer, destacou como um dos pontos positivos a indubitabilidade que a cantora colocou nas canções: os simples de piano / violão, os arranjos e sua voz doce torná-las irreconhecíveis, com alguns - synth-pop encantadores, "1901" do Phoenix e "Shelter" do The xx - soando como músicas completamente novas.

## Lista de faixas
| N.º | Título                                                       | Compositor(es)                             | Produtor(es)                                    | Duração |  |
| 1.  | "1901" (por Phoenix)                                         | Thomas Mars                                | Rich Costey                                     | 5:11    |  |
| 2.  | "Skinny Love" (Bon Iver)                                     | Justin Vernon                              | Alex H.N.Gilbert                                | 3:23    |  |
| 3.  | "People Help the People" (por Cherry Ghost)                  | Simon Aldred                               | James Ford                                      | 4:16    |  |
| 4.  | "White Winter Hymnal" (por Fleet Foxes)                      | Robin Pecknold                             | Ford                                            | 2:17    |  |
| 5.  | "The District Sleeps Alone Tonight" (por The Postal Service) | Ben Gibbard, Jimmy Tamborello              | Jim Abbiss                                      | 4:44    |  |
| 6.  | "I'll Never Forget You" (por Francis and the Lights)         | Francis Farewell Starlite                  | Abbiss                                          | 3:47    |  |
| 7.  | "Young Blood" (por The Naked and Famous)                     | Thomas Powers, Alisa Xayalith, Aaron Short | Costey                                          | 4:04    |  |
| 8.  | "Shelter" (por The xx)                                       | Romy Madley Croft, Oliver Sim, Jamie Smith | Abbiss, Alex H.N.Gilbert*, Paul "P-Dub" Walton* | 3:44    |  |
| 9.  | "Fire and Rain" (por James Taylor)                           | James Taylor                               | Ford                                            | 3:07    |  |
| 10. | "Without a Word"                                             | Birdy                                      | Costey                                          | 4:46    |  |
| 11. | "Terrible Love" (por The National)                           | Matt Berninger, Aaron Dessner              | Costey                                          | 4:43    |  |

| Edição Deluxe: Faixas Bônus |                                                      |                                                         |                |         |  |
| N.º                         | Título                                               | Compositor(es)                                          | Produtor(es)   | Duração |  |
| 12.                         | "Comforting Sounds" (por Mew)                        | Jonas Bjerre, Johan Wohlert, Bo Madsen, Silas Jørgensen | Costey         | 8:57    |  |
| 13.                         | "Farewell and Goodnight" (por The Smashing Pumpkins) | James Iha                                               | Abbiss         | 2:02    |  |
| 14.                         | "People Help the People" (Seção RAK Studios)         | Aldred                                                  |                | 4:17    |  |
| Duração total:              | Duração total:                                       | Duração total:                                          | Duração total: | 59:18   |  |

(*) Denota produtor(es) adicional(is)

## Posições
| Tabela (2011–12)                          | Melhor posição |
| ----------------------------------------- | -------------- |
| Austrália - Australian Albums Chart       | 1              |
| Áustria - Austrian Albums Chart           | 25             |
| Bélgica - Belgian Albums Chart (Flanders) | 1              |
| Bélgica - Belgian Albums Chart (Wallonia) | 2              |
| Canadá - Canadian Albums Chart            | 33             |
| Países Baixos - Dutch Albums Chart        | 1              |
| França - French Albums Chart              | 5              |
| Alemanha - German Albums Chart            | 37             |
| Irlanda - Irish Albums Chart              | 40             |
| Polónia - Polish Albums Chart             | 13             |
| Escócia - Scottish Albums Chart           | 18             |
| Suíça - Swiss Albums Chart                | 24             |
| Reino Unido - UK Albums Chart             | 13             |
| Estados Unidos - Billboard 200            | 62             |
| Estados Unidos - Rock Albums              | 15             |
| Estados Unidos - Alternative Albums       | 12             |

| País / Provedor   | Certificações |
| ----------------- | ------------- |
| Austrália / ARIA  | Ouro          |
| Bélgica / BEA     | Ouro          |
| Reino Unido / BPI | Ouro          |

| Tabela (2011)                             | Posição |
| ----------------------------------------- | ------- |
| Bélgica - Belgian Albums Chart (Flanders) | 74      |
| Países Baixos - Dutch Albums Chart        | 42      |

## Histórico de lançamento
| País           | Data                   | Gravadora                            |
| -------------- | ---------------------- | ------------------------------------ |
| Bélgica        | 4 de novembro de 2011  | Warner Music                         |
| Irlanda        | 4 de novembro de 2011  | 14th Floor Records, Atlantic Records |
| Reino Unido    | 7 de novembro 2011     | 14th Floor Records, Atlantic Records |
| Países Baixos  | 11 de novembro de 2011 | Warner Music                         |
| Estados Unidos | 20 de março de 2012    | Warner Bros. Records                 |
| Alemanha       | 23 de março de 2012    | Warner Music                         |
| Polónia        | 26 de março de 2012    | Warner Music                         |
| Austrália      | 20 de abril de 2012    | Warner Music                         |
| França         | 30 de abril de 2012    | Warner Music                         |